# Sceloporus vandenburgianus
Sceloporus vandenburgianus este o specie de șopârle din genul Sceloporus, familia Phrynosomatidae, descrisă de Cope 1896. A fost clasificată de IUCN ca specie cu risc scăzut. Conform Catalogue of Life specia Sceloporus vandenburgianus nu are subspecii cunoscute.